# Fosforylering

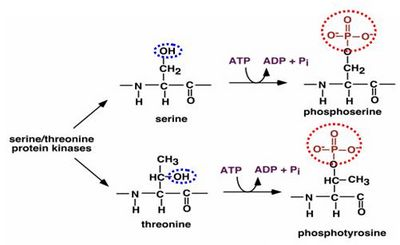
Fosforylering van serine en threonine door proteïnkinase

Fosforylering of fosforylatie is een biochemisch proces waarbij een fosfaatgroep toegevoegd wordt aan een molecuul. Dit kan onder meer glucose of proteïne zijn. Bij defosforylering wordt een fosfaatgroep juist verwijderd.

## Kinase
Bij fosforylering van proteïnen wordt de hydroxylgroep (OH) van de aminozuren serine, threonine en tyrosine vervangen door een fosfaatgroep (PO43-). De enzymen die hierbij als katalysator fungeren, zijn de kinasen. Zo bindt tyrosinekinase de fosfaatgroep aan tyrosine, threoninekinase aan threonine en serinekinase aan serine. Defosforylering wordt uitgevoerd door het enzym fosfatase. De fosforylering van eiwitten staat aan de basis van stofwisseling en vrijwel alle processen in de cel. Gedurende celdeling bijvoorbeeld, wordt lamine, dat samen met het dubbelmembraan de celkern omgeeft, na fosforylering van serine door de kinase-activiteit van mitose-promoting factor afgebroken ofwel gedepolymeriseerd. Na de celdeling wordt de celkern met lamine weer opgebouwd.
Autofosforylering heeft plaats wanneer een proteïnkinase het eigen enzym fosforyleert. Dat kan hetzelfde enzym zijn of een ander enzym van hetzelfde type. Fosforylering en autofosforylering regelen de signaaltransductie tussen geactiveerde membraanreceptoren en hun uiteindelijke doeleiwitten. Ze controleren daarmee vele cellulaire processen waaronder celdeling, differentiatie, stofwisseling en migratie. Autofosforylering kan optreden na aggregatie van immuunreceptoren, waarbij de enzymatische groepen van de receptoren de fosforyleringmotieven van de nabijgelegen receptoren fosforyleren.

## ATP
De fosfaatgroep die wordt geplaatst op een reactieve hydroxylgroep, zoals ADP (adenosinedifosfaat), is anorganisch fosfaat Pi. Zodra deze anorganische fosfaatgroep wordt gekoppeld aan het ADP-molecuul, ontstaat er ATP: adenosinetrifosfaat. ATP is de belangrijkste energietransporteur die in de cel aanwezig is en wordt voornamelijk in de mitochondriën gesynthetiseerd door de toevoeging van een derde fosfaatgroep aan het ADP-molecuul. Dit proces, bekend als oxidatieve fosforylering, laadt ATP op door fosforylatie te koppelen aan de oxidatieve processen die plaatsvinden in de ademhalingsketen.

## Koolhydraten
Fosforylering van suikers is vaak de eerste stap in katabolisme. Glucose bijvoorbeeld wordt omgezet in glucose-6-fosfaat door het eerste enzym van de glycolyse, de hexokinase, waarmee voorkomen wordt dat het koolhydraat de cel verlaat. De aanwezigheid van een fosfaatgroep laadt het molecuul negatief, waardoor het niet meer uit de cel getransporteerd kan worden.